# Teledeporte
Teledeporte (TDP) es un canal de televisión español en abierto de temática deportiva, perteneciente a Televisión Española.

## Historia
El primer antecedente de la marca Teledeporte fue un programa deportivo presentado (entre otros), por Frederic Porta y Elena Sánchez y emitido por TVE 1 a finales de los años 80 con ese título.
Como canal, Teledeporte se lanzó el 12 de febrero de 1994 a través del satélite Hispasat y empezó cubriendo los Juegos Olímpicos de Lillehammer 1994. Fue el primer canal español de esta temática, aunque ya se sintonizaban vía satélite en España canales extranjeros como la versión internacional de Eurosport (en inglés y alemán) o el alemán DSF, precedió a Sportmanía, la versión española de Eurosport, Canal+ Deporte y Telecinco Sport.
Teledeporte emitía en analógico diariamente de las 16:00/17:00 hasta la madrugada, (las 24 horas el fin de semana). Estuvo también en abierto vía satélite (aunque estuvo unos meses codificado por la efímera plataforma Cotelsat) por una de las dos frecuencias concedidas en 1992 a RTVE por el gobierno en Hispasat y también por algunas redes del cable histórico.
En la primavera de 1997, Teledeporte se integró en la nueva sociedad estatal TVE Temática (el polo de RTVE dedicado a la televisión temática).
El 15 de septiembre del mismo año, pasó a la era digital con su incorporación en exclusiva al operador de pago Vía Digital, y aprovechó la ocasión para ampliar su programación (18 horas diarias).
El canal inició su difusión vía terrestre en abierto en 2005 con el lanzamiento de la TDT aunque sigue emitiendo por diferentes operadores de pago. Y gracias a las nuevas tecnologías, el canal se plantea ofrecer contenidos en sistema digital que permitan desarrollar unas formas de información complementaria a las transmisiones y grabaciones mediante datos y gráficos que puedan ser solicitados por el telespectador.
Actualmente, Teledeporte opera desde el Centro de Producción de Programas de TVE en San Cugat del Vallés (Barcelona), emite en formato 16:9 las 24 horas al día (con redifusión de lo mejor de la jornada anterior durante la madrugada) y se dirige a un público heterogéneo y potencialmente numeroso.
TVE canaliza a través de Teledeporte su participación en el Ayuda al Deporte Olímpico y por ello puede ser considerado el medio audiovisual de referencia para los deportistas españoles que practican modalidades olímpicas.
En 2010, tras la desaparición de la televisión analógica, todos los contenidos deportivos de TVE se reubicaron en este canal, a excepción de aquellos de mayor audiencia que se emiten en La 1.
El 19 de diciembre de 2013, sin previo aviso, se iniciaron las emisiones de Teledeporte HD, a través del RGE2. Desde el 31 de diciembre, a las 11:55, hace simulcast con la versión SD, emitiendo lo mismo pero en Alta definición.
El 1 de julio de 2014 se anunció que TVE planeaba cerrar Teledeporte el 31 de diciembre del mismo año. Sin embargo, el 25 de octubre, inmediatamente tras el cambio en la presidencia de RTVE con José Antonio Sánchez Domínguez se anunció que la corporación daba marcha atrás y no cerraría el canal.

## Señal en alta definición

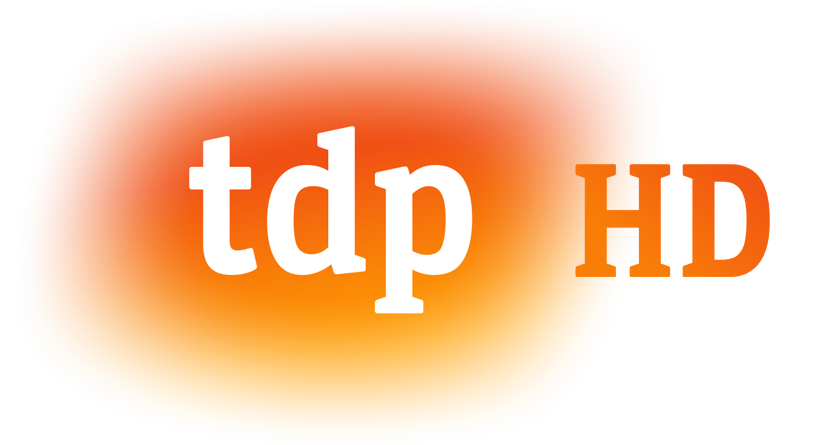
Variante del logotipo de Teledeporte HD, utilizado desde el 19 de diciembre de 2013 hasta el 30 de diciembre de 2019.

Para los Juegos Olímpicos de Pekín 2008, estaba previsto el lanzamiento de una versión en alta definición del Teledeporte. Sin embargo, TVE HD emitió los eventos de las Olimpiadas en alta definición en su lugar y solo se encontraba disponible a través de la plataforma de pago Digital+. Una vez que finalizaron los Juegos Olímpicos de Pekín, el canal cesó sus emisiones en el operador de pago. El 19 de diciembre de 2013, sin previo aviso, se inició las emisiones de Teledeporte HD, a través del RGE2, a 720p. Más tarde, fue incorporado a Movistar Plus+ con resolución 1080i.
Desde el 31 de diciembre, a las 11:55, el canal realiza una conexión en tiempo real con el canal en resolución estándar y empieza a emitir la misma programación de tal canal en alta definición.
El 1 de julio de 2014, TVE anunció el cese de emisiones de Teledeporte junto con su señal HD y migrar su programación a La 2 para ahorrar una suma de 16 millones de euros para RTVE en gastos públicos. No obstante, tras la elección de José Antonio Sánchez Domínguez como nuevo presidente de RTVE, este plan fue descartado.
El 14 de diciembre de 2017, poco después de lanzar La 2 HD y Clan HD, Teledeporte HD pasó a emitirse en resolución 1080i también desde la TDT. Hasta finales de 2020, las emisiones de Teledeporte HD no dispusieron de teletexto por limitaciones técnicas.
Las versiones en definición estándar (SD) y en alta definición (HD) coexistieron hasta el 11 de febrero de 2024, cuando TVE pasó a emitir solamente en HD.

## Programación
Las transmisiones desde el lugar de los hechos y las retransmisiones desde los locutorios de Madrid y Sant Cugat son el pilar de la programación de Teledeporte, cuya prioridad es la emisión de lo más destacado del deporte español. 
También emite espacios de producción propia como Estudio Estadio, Conexión Teledeporte y Conexión Vintage, que complementan la programación de Teledeporte, así como los bloques publicitarios y los llamados ajustes (piezas de duración variable cuyo propósito es completar la parrilla entre una transmisión y otra) los cuales consisten en vídeos musicales (que suelen servir también como autopromociones del canal en sí o de algunos acontecimientos próximos en el tiempo) y reportajes (extraídos de los espacios anteriormente mencionados o elaborados ad hoc).
Previamente, bajo la marca Polideportivo, se emitían bloques de noticias a determinadas horas del día. También existían espacios de entrevistas y un noticiario (que corresponde a la primera etapa de Deporte.Es), que desaparecieron de la programación para dar prioridad a las transmisiones.
La Copa Mundial de Fútbol, la Euroliga, la Copa del Rey y la Copa de la Reina, 1ª Federación Iberdrola, los Play-Offs de 1ª Federación, Liga ASOBAL y Liga Guerreras Iberdrola de balonmano y la Liga Femenina Endesa de baloncesto y algunos torneos, ATP como el Trofeo Conde de Godó, Masters 1000 de Madrid (hasta 2019), la Copa Federación; el Tour de Francia, la Vuelta a España, los Mundiales y Europeos de balonmano, tanto masculinos como femeninos, así como algunos  partidos de la Liga de Campeones de la EHF; los Mundiales y Europeos de Atletismo, Natación, Waterpolo, Gimnasia Artística, Patinaje artístico y Gimnasia Rítmica; y el Campeonato Mundial de Bobsleigh y Skeleton son los principales acontecimientos que emite Teledeporte.

## Periodistas del canal
Los periodistas actuales de Teledeporte son: en ciclismo Carlos de Andrés y Perico Delgado; en motor: Marc Martín; en tenis: Arseni Pérez y Nacho Calvo; en fútbol: David Figueira, Juan Carlos Rivero; en baloncesto: Arsenio Cañada; en balonmano: Paco Caro; en atletismo: Jesús Cebrián; en natación: Julia Luna y en gimnasia: Paloma del Río. Otros son: África de Miquel, Lourdes García Campos

## Audiencia
| Año  | Enero  | Febrero | Marzo | Abril | Mayo | Junio | Julio | Agosto | Septiembre | Octubre | Noviembre | Diciembre | Media anual |
| ---- | ------ | ------- | ----- | ----- | ---- | ----- | ----- | ------ | ---------- | ------- | --------- | --------- | ----------- |
| 2009 | 0,3%** | 0,3%    | 0,5%  | 0,6%  | 0,7% | 0,6%  | 1,0%  | 0,9%   | 0,6%       | 0,6%    | 0,6%      | 0,7%      | 0,7%        |
| 2010 | 0,6%   | 0,7%    | 0,8%  | 1,2%  | 1,5% | 1,3%  | 2,0%  | 1,4%   | 1,2%       | 1,0%    | 1,2%      | 0,6%      | 1,1%        |
| 2011 | 0,9%   | 0,7%    | 1,1%  | 1,4%  | 1,4% | 1,1%  | 1,7%  | 1,1%   | 1,0%       | 0,7%    | 0,9%      | 0,6%      | 1,0%        |
| 2012 | 0,6%   | 0,6%    | 0,7%  | 0,7%  | 0,7% | 0,5%  | 1,4%  | 2,4%   | 0,7%       | 0,5%    | 0,6%      | 0,4%      | 0,8%        |
| 2013 | 0,6%   | 0,5%    | 0,9%  | 0,9%  | 0,9% | 0,8%  | 1,7%  | 1,6%   | 0,8%       | 0,8%    | 0,8%      | 0,6%      | 0,9%        |
| 2014 | 0,8%   | 0,8%    | 0,9%  | 1,1%  | 1,1% | 0,7%  | 0,9%  | 1,3%   | 0,9%       | 0,8%    | 0,6%      | 0,6%      | 0,9%        |
| 2015 | 0,8%   | 0,7%    | 0,8%  | 0,9%  | 1,4% | 1,1%  | 1,6%  | 0,7%   | 0,7%       | 0,8%    | 0,5%      | 0,6%      | 0,9%        |
| 2016 | 0,8%   | 0,7%    | 0,8%  | 0,8%  | 1,2% | 0,8%  | 1,3%  | 3,0%*  | 0,9%       | 0,7%    | 0,4%      | 0,4%      | 0,9%        |
| 2017 | 0,6%   | 0,6%    | 0,7%  | 0,7%  | 0,9% | 0,6%  | 1,3%  | 1,1%   | 0,8%       | 0,5%    | 0,4%      | 0,5%      | 0,7%        |
| 2018 | 0,6%   | 0,5%    | 0,6%  | 0,7%  | 0,7% | 0,4%  | 1,0%  | 0,8%   | 0,9%       | 0,5%    | 0,4%      | 0,4%      | 0,6%        |
| 2019 | 0,5%   | 0,3%    | 0,5%  | 0,5%  | 0,7% | 0,5%  | 1,2%  | 0,8%   | 1,0%       | 0,6%    | 0,4%      | 0,4%      | 0,6%        |
| 2020 | 0,7%   | 0,4%    | 0,3%  | 0,4%  | 0,3% | 0,3%  | 0,4%  | 0,5%   | 0,9%       | 0,6%    | 0,5%      | 0,5%      | 0,5%        |
| 2021 | 0,4%   | 0,3%    | 0,5%  | 0,4%  | 0,6% | 0,6%  | 1,5%  | 1,7%   | 0,6%       | 0,5%    | 0,4%      | 0,4%      | 0,7%        |
| 2022 | 0,5%   | 0,4%    | 0,6%  | 0,7%  | 0,8% | 0,6%  | 1,2%  | 1,1%   | 0,7%       | 0,5%    | 0,5%      | 0,4%      | 0,7%        |
| 2023 | 0,6%   | 0,4%    | 0,5%  | 0,8%  | 0,7% | 0,6%  | 1,3%  | 1,2%   | 0,8%       | 0,5%    | 0,5%      | 0,4%      | 0,7%        |
| 2024 | 0,5%   | 0,5%    | 0,6%  | 0,6%  | 0,5% | 0,7%  | 1,5%  | 2,1%   | 0,6%       | 0,4%    | 0,4%      | 0,4%      | 0,7%        |
| 2025 | 0,4%   | 0,3%    | 0,4%  | 0,6%  | 0,4% | 0,5%  | 1,0%  |        |            |         |           |           |             |

* Máximo histórico | ** Mínimo histórico
La emisión con más audiencia de la historia de Teledeporte se produjo en los Juegos Olímpicos de Londres 2012. 
La cadena emitió el evento estrella, la final de los 100 metros lisos, con el segundo oro de Usain Bolt. 3.373.000 espectadores, un 23,6% de la audiencia, vieron la carrera.
La emisión más vista de los Juegos Olímpicos de Río 2016 fue el sábado 13 de agosto, cuando emitió el último set de la semifinal de individuales entre Rafael Nadal y Juan Martín Del Potro, ya que en La 1 (donde iba el partido) pasó a emitir el Telediario 2. El tenis llegó a los 2.255.000 espectadores y el 24,9% de cuota de pantalla.
La emisión no olímpica más vista de Teledeporte fue el domingo 15 de mayo de 2011 con la retransmisión, en directo, de la final del Master 1000 de Roma entre Novak Djokovic y Rafael Nadal. 1.939.000 espectadores y el 15% de la audiencia vieron cómo el serbio ganaba al mallorquín. Cabe destacar, no obstante, que el encuentro había sido programado para La 1 y que finalmente se emitió en este canal porque por dos veces fue aplazado a causa de la lluvia.